# Arthur Schuster
Sir Franz Arthur Friedrich Schuster, britanski fizik, * 12. september 1851, Frankfurt na Majni, † 17. oktober 1934.
Shuster je najbolj znan po raziskavah na področju spektroskopije, elektrokemije, optike, rentgenske radiografije in harmonične analize, zaradi česar je Univerza v Manchestru pridobila sloves enega od središč britanske fizike.
V letih 1919–20 je bil podpredsednik Kraljeve družbe.